# Canoë-kayak aux Jeux olympiques d'été de 2012 - C2 slalom hommes
Navigation
Pékin 2008 Rio de Janeiro 2016
L'épreuve masculine du C2 des Jeux olympiques d'été 2012 de Londres se déroule au Lee Valley White Water Centre, du 30 juillet au 2 août 2012.

## Règlement
L'embarcation utilisée pour l'épreuve du C2 est un canoë biplace. Les céistes sont à genoux dans l'embarcation et utilisent une pagaie simple à une pale.
Sur des eaux turbulentes, les concurrents doivent parcourir une distance d’environ trois cents mètres et négocier dix-huit à vingt-cinq portes dans un minimum de temps. Il y a plusieurs types de portes : les portes vertes qui se franchissent dans le sens du courant, les portes rouges qui se franchissent à contre-courant les porte en « sky » qui sont sur deux piquets. On doit passer entre les portes sans les toucher, dans le sens de la descente pour les vertes, en remontée pour les rouges. Chaque touche donne une pénalité de 2 points, tandis qu'une porte franchie de manière incorrecte (ou qui n'est pas franchie) entraîne 50 points de pénalité. Les pénalités sont ajoutées au temps réalisé qui est converti en points (1 point = 1 seconde).

## Format de la compétition
Lors des séries, chaque biplace bénéficie de deux manches pour réaliser le meilleur temps possible, c'est la meilleure des deux manches qui est prise en compte. Les 10 meilleurs temps se qualifient pour la demi-finale. Lors de celle-ci, les athlètes auront une seule tentative pour réaliser l'un des 6 meilleurs temps et se qualifier pour la finale. La finale se compose d'une seule tentative également et le classement des médailles est établi selon le classement de cette seule finale.

## Programme
Tous les temps correspondent à l'UTC+1
| Date                  | Horaire            | Manche       |
| --------------------- | ------------------ | ------------ |
| Lundi 30 juillet 2012 | 13 h 30 et 15 h 42 | Séries       |
| Jeudi 2 août 2012     | 13 h 30            | Demi-finales |
| Jeudi 2 août 2012     | 15 h 18            | Finale       |

### Résultats
| Rang                                | Noms                                     | Pays               | Qualification | Qualification | Qualification | Qualification | Demi-finales | Demi-finales | Finale   | Finale |
| Rang                                | Noms                                     | Pays               | Manche 1      | Manche 2      | Meilleur      | Rang          | Temps        | Rang         | Temps    | Total  |
| ----------------------------------- | ---------------------------------------- | ------------------ | ------------- | ------------- | ------------- | ------------- | ------------ | ------------ | -------- | ------ |
| Médaille d'or, Jeux olympiques      | Timothy Baillie et Etienne Stott         | Grande-Bretagne    | 100 s 44      | 102 s 79      | 100 s 44      | 4             | 110 s 78     | 6            | 106 s 41 | 1      |
| Médaille d'argent, Jeux olympiques  | David Florence et Richard Hounslow       | Grande-Bretagne    | 108 s 23      | 101 s 08      | 101 s 08      | 7             | 108 s 93     | 1            | 106 s 77 | 2      |
| Médaille de bronze, Jeux olympiques | Pavol Hochschorner et Peter Hochschorner | Slovaquie          | 97 s 52       | 98 s 60       | 97 s 52       | 2             | 109 s 04     | 2            | 108 s 28 | 3      |
| 4                                   | Gauthier Klauss et Matthieu Péché        | France             | 96 s 98       | 151 s 03      | 96 s 98       | 1             | 109 s 27     | 3            | 109 s 17 | 4      |
| 5                                   | Piotr Szczepański et Marcin Pochwała     | Pologne            | 105 s 58      | 101 s 00      | 101 s 00      | 5             | 109 s 81     | 4            | 110 s 51 | 5      |
| 6                                   | Hu Minghai et Shu Junrong                | Chine              | 103 s 36      | 99 s 05       | 99 s 05       | 3             | 110 s 70     | 5            | 112 s 85 | 6      |
|                                     |                                          |                    |               |               |               |               |              |              |          |        |
| 7                                   | Jaroslav Volf et Ondřej Štěpánek         | République tchèque | 104 s 00      | 150 s 87      | 104 s 00      | 8             | 112 s 22     | 7            | NC       | NC     |
| 8                                   | Sašo Taljat et Luka Božič                | Slovénie           | 102 s 82      | 101 s 08      | 101 s 08      | 6             | 113 s 50     | 8            | NC       | NC     |
| 9                                   | Vavřinec Hradilek et Stanislav Ježek     | République tchèque | 106 s 91      | DNS           | 106 s 91      | 9             | 115 s 50     | 9            | NC       | NC     |
| 10                                  | Kynan Maley et Robin Jeffery             | Australie          | 113 s 96      | 107 s 47      | 107 s 47      | 10            | 162 s 14     | 10           | NC       | NC     |
|                                     |                                          |                    |               |               |               |               |              |              |          |        |
| 11                                  | David Schröder et Frank Henze            | Allemagne          | 107 s 50      | 107 s 79      | 107 s 50      | 11            | NC           | NC           | NC       | NC     |
| 12                                  | Eric Hurd et Jeff Larimer                | États-Unis         | 112 s 91      | 109 s 78      | 109 s 78      | 12            | NC           | NC           | NC       | NC     |
| 13                                  | Niccolo Ferrari et Pietro Camporesi      | Italie             | 120 s 64      | 111 s 55      | 111 s 55      | 13            | NC           | NC           | NC       | NC     |
| 14                                  | Mikhail Kuznetsov et Dmitry Larionov     | Russie             | 112 s 36      | 155 s 59      | 112 s 36      | 14            | NC           | NC           | NC       | NC     |

### Photogalerie

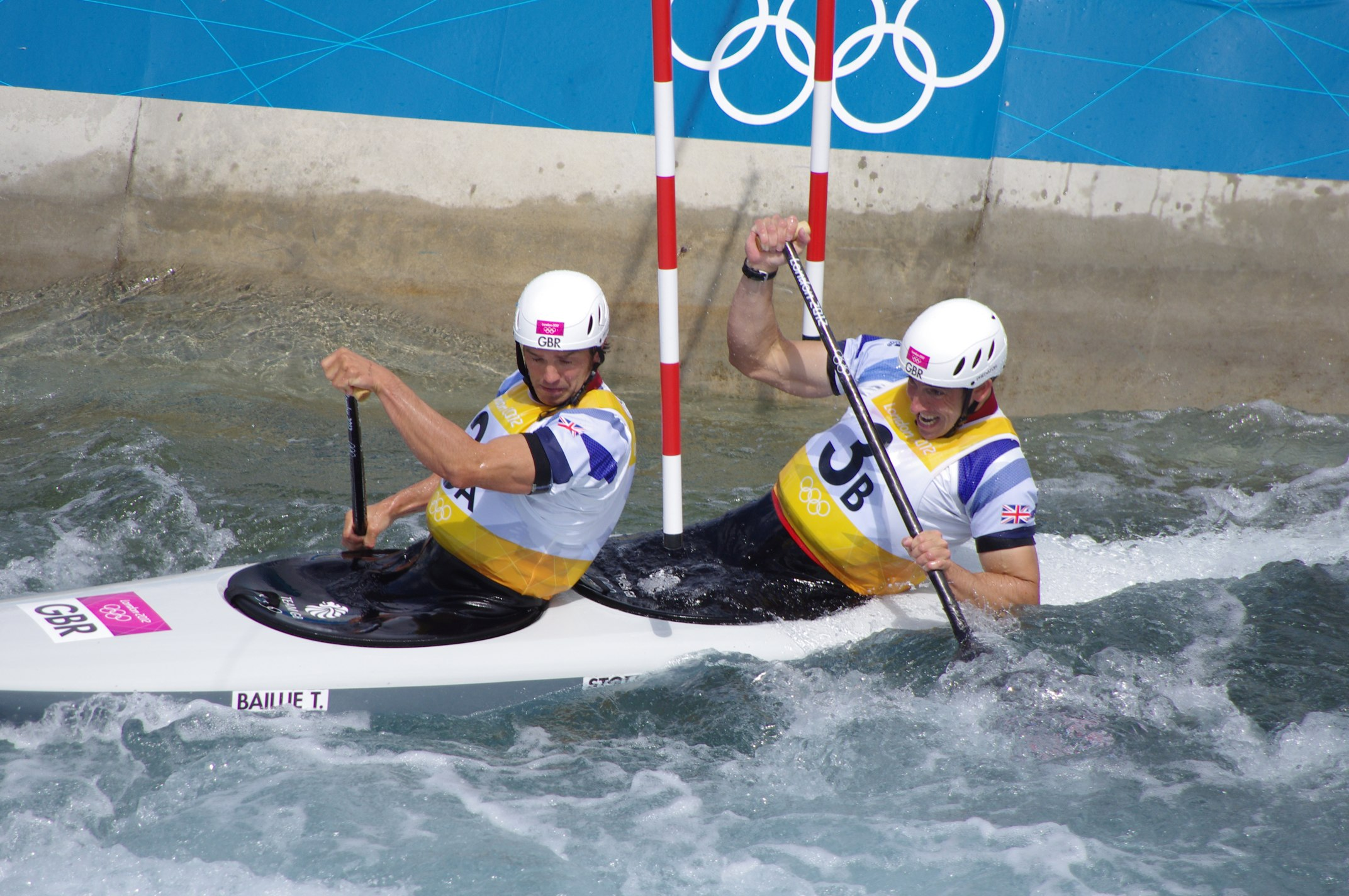
Timothy Baillie & Etienne Stott
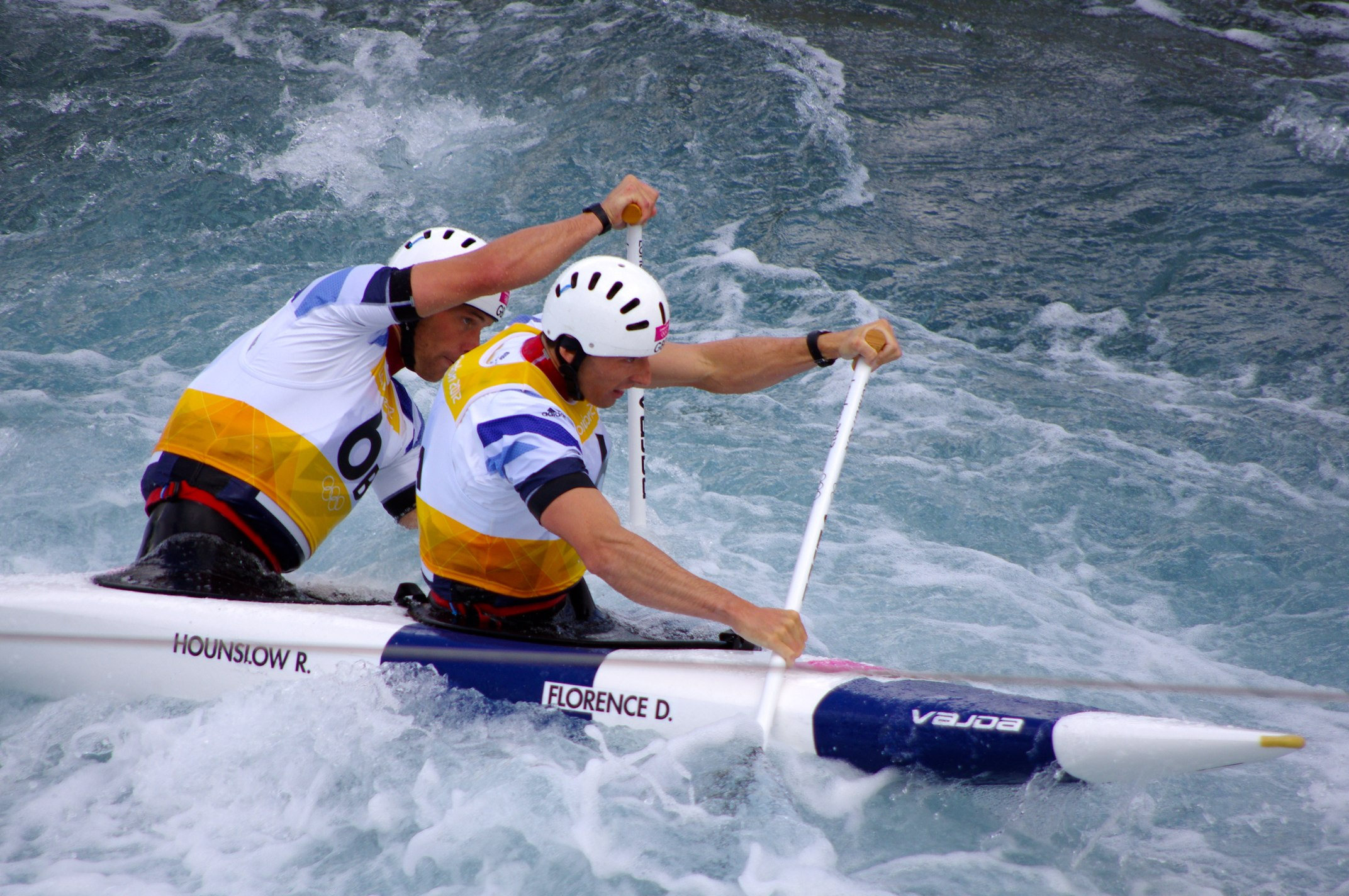
David Florence & Richard Hounslow
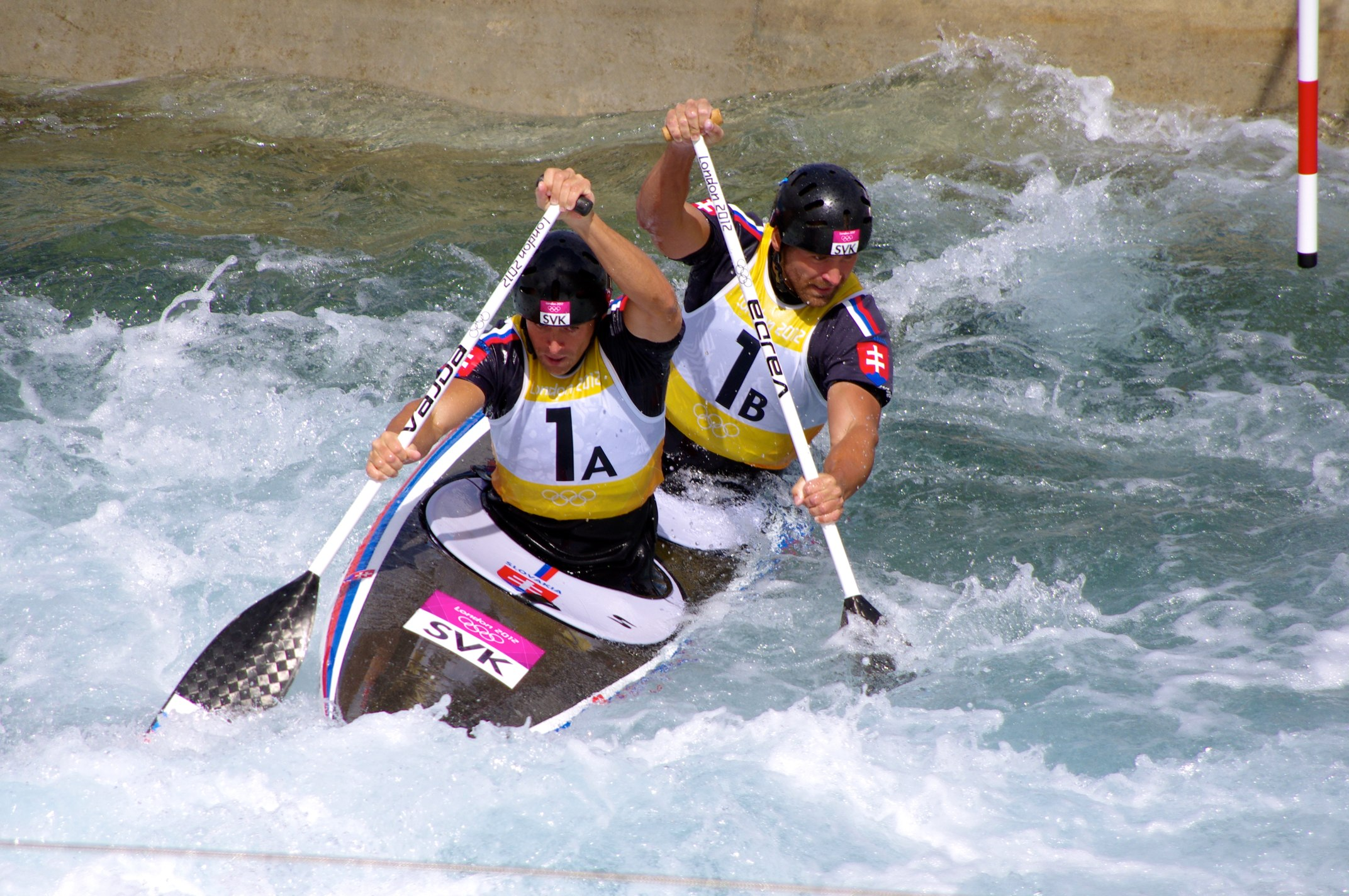
Pavol Hochschorner & Peter Hochschorner
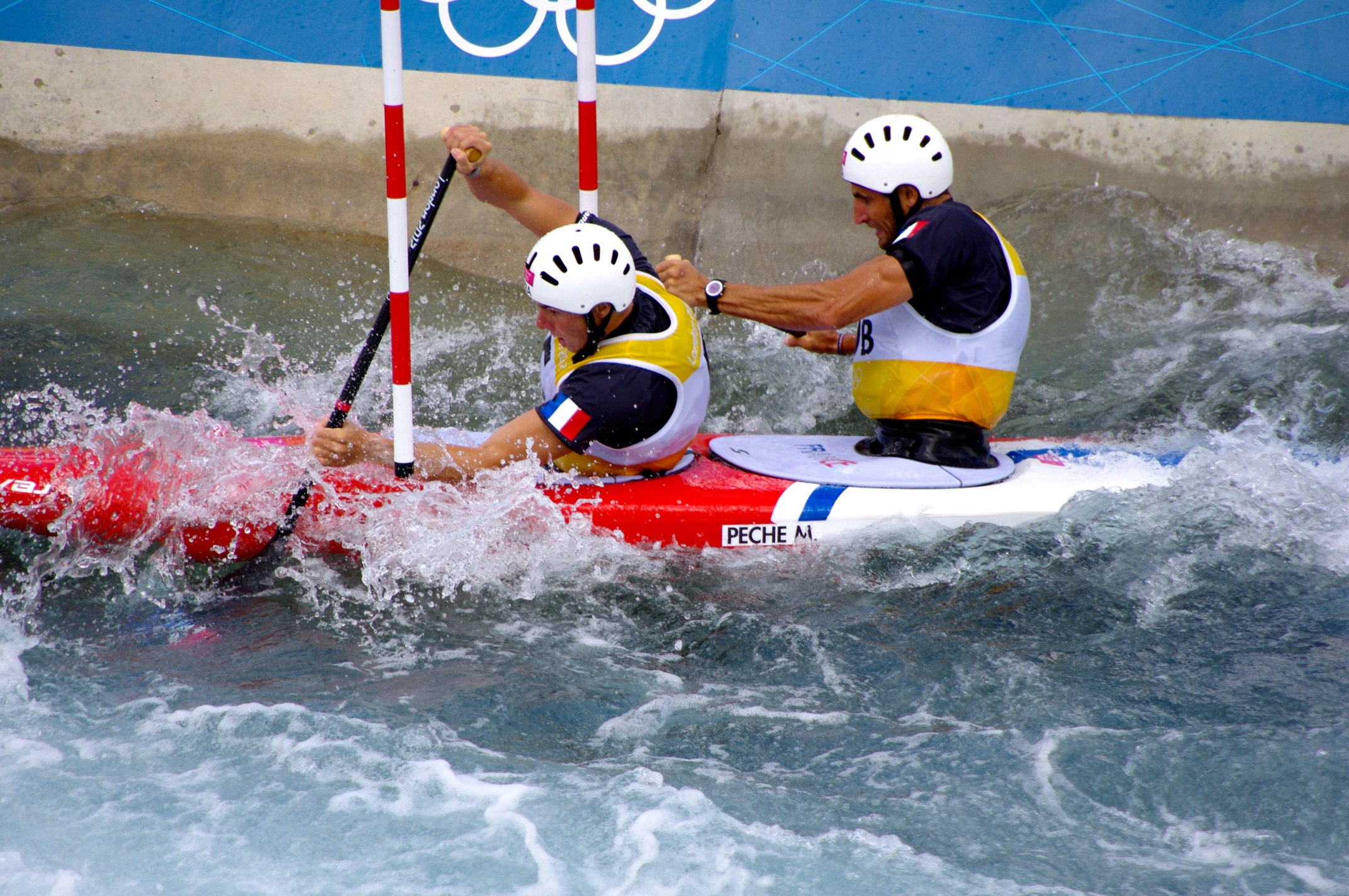
Gauthier Klauss & Matthieu Péché
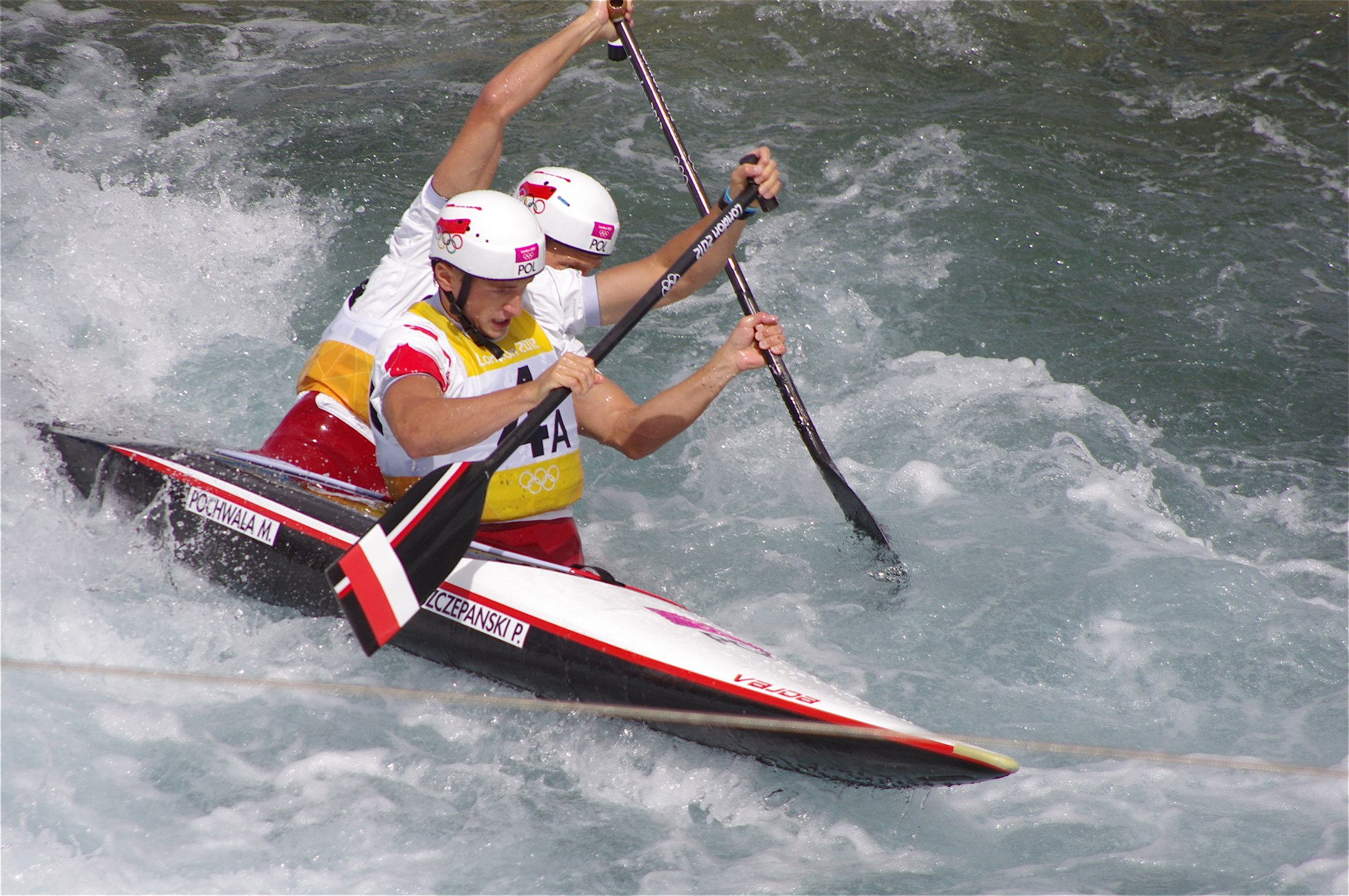
Piotr Szczepański & Marcin Pochwała
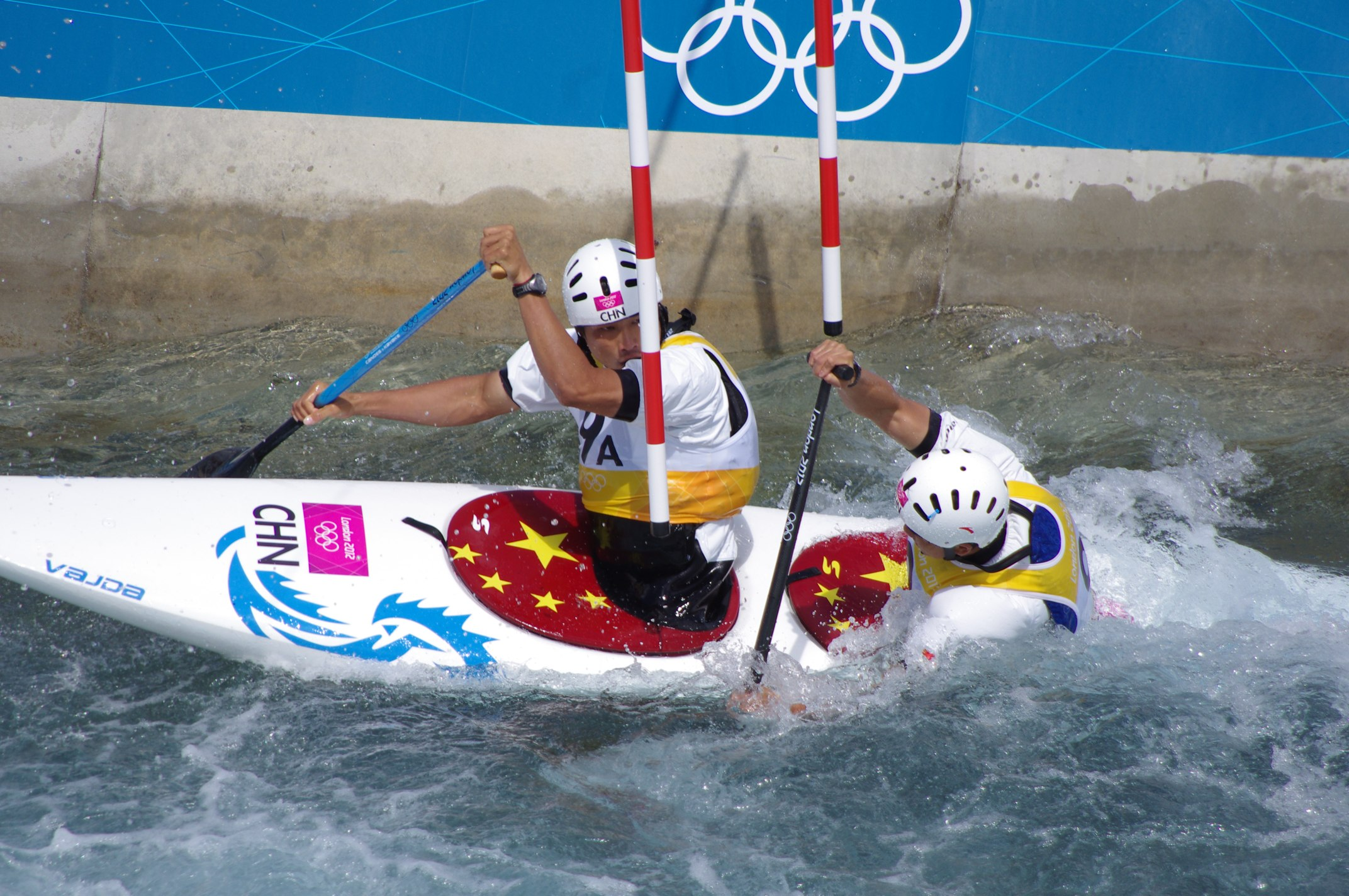
Hu Minghai & Shu Junrong
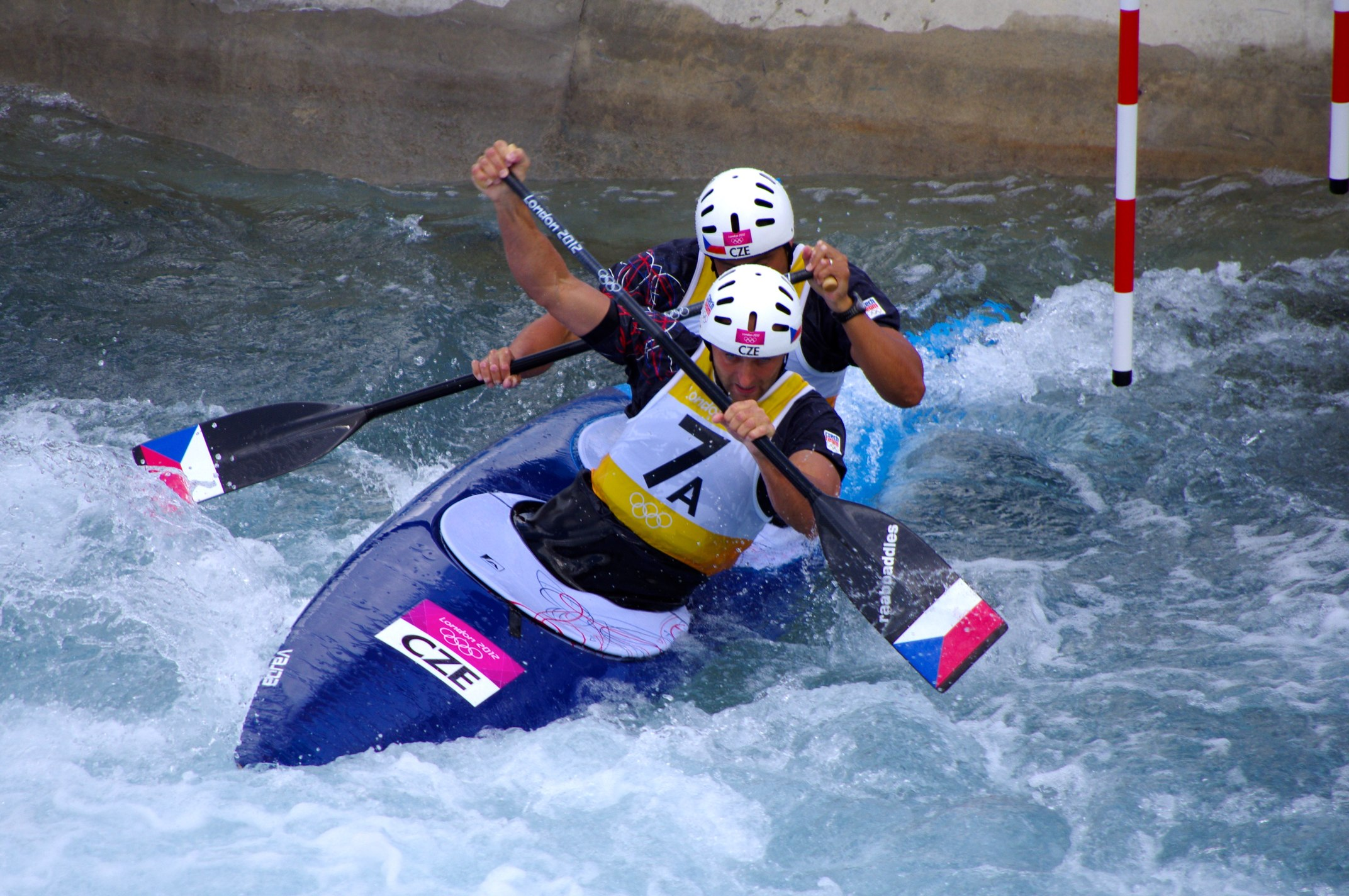
Jaroslav Volf & Ondřej Štěpánek
Sašo Taljat & Luka Božič
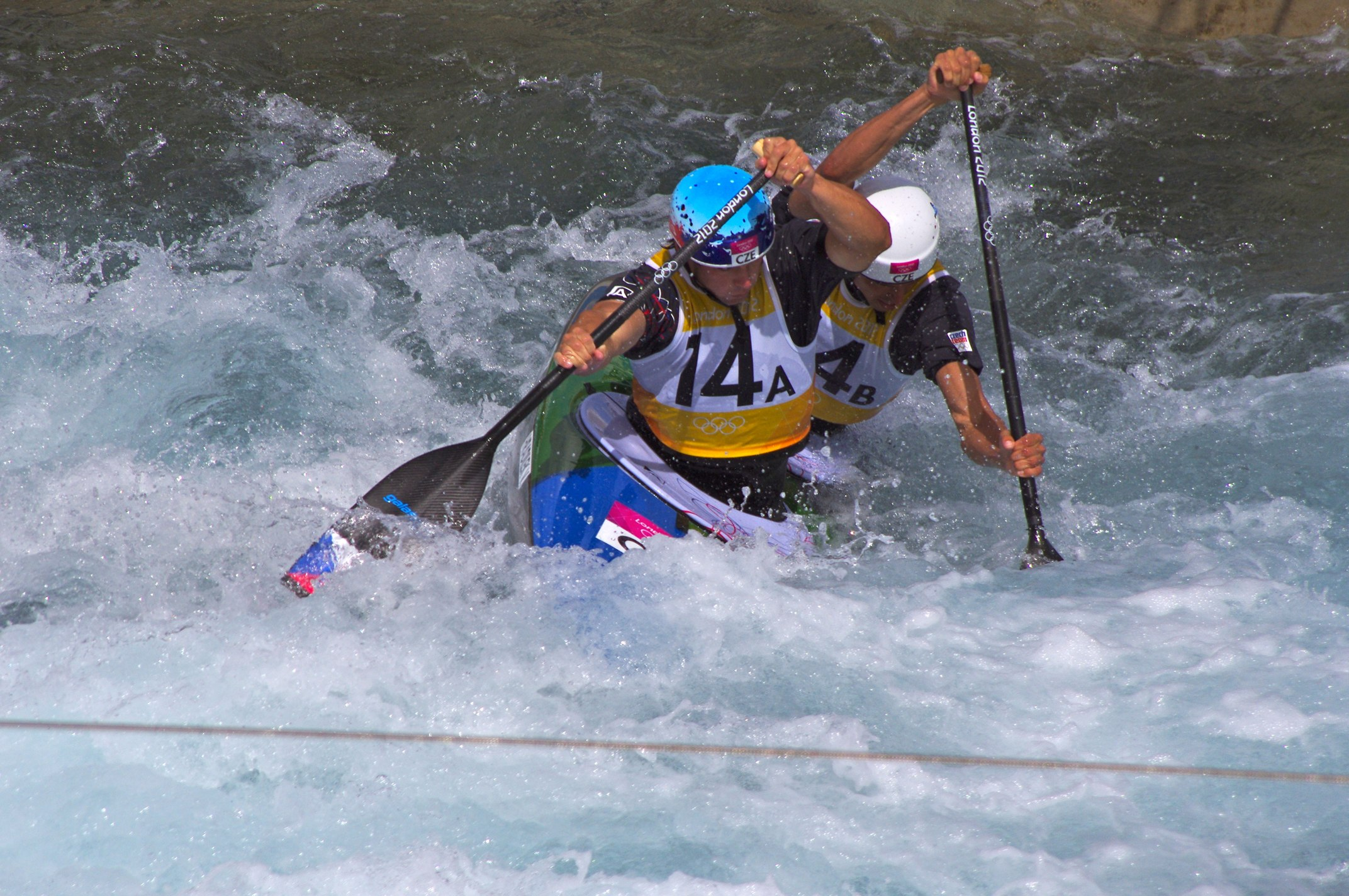
Vavřinec Hradilek & Stanislav Ježek
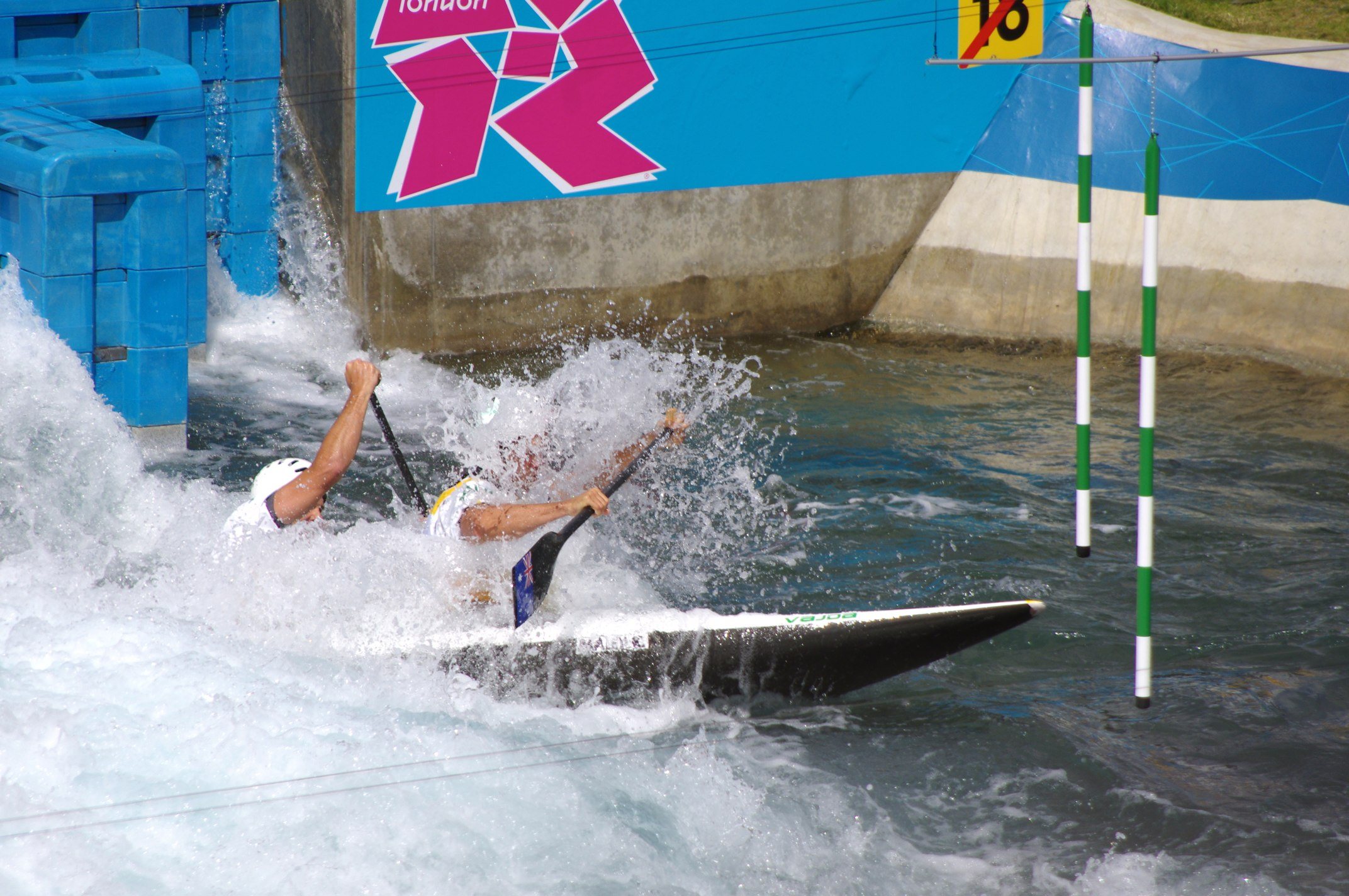
Kynan Maley & Robin Jeffery

## Sources
- Le site officiel du Comité international olympique
- Site officiel de Londres 2012
- (en) Programme des compétitions